# Rijksbeschermd gezicht Woudsend
Gezicht Woudsend is een van rijkswege beschermd dorpsgezicht in Woudsend in de Nederlandse provincie Friesland. De procedure voor aanwijzing werd gestart op 21 april 1978. Het gebied werd op 18 februari 1980 definitief aangewezen. Het beschermd gezicht beslaat een oppervlakte van 9,6 hectare.
Panden die binnen een beschermd gezicht vallen krijgen niet automatisch de status van beschermd monument. Wel zal de gemeente het bestemmingsplan aanpassen om nieuwe ontwikkelingen in het gebied te reguleren. De gezichtsbescherming richt zich op de stedenbouwkundige en cultuurhistorische waardering van een gebied en wil het toekomstig functioneren daarvan veiligstellen.